# Fanis Katergiannakis
Fanis Katergiannakis (Salónica, Grecia, 16 de febrero de 1974) es un exfutbolista griego que se desempeñaba de guardameta.

## Selección nacional
Fue internacional con la Selección de fútbol de Grecia, jugó 6 partidos internacionales.

### Participaciones internacionales
| Torneo        | Sede     | Resultado |
| ------------- | -------- | --------- |
| Eurocopa 2004 | Portugal | Campeón   |

## Clubes
| Club             | País   | Año       |
| ---------------- | ------ | --------- |
| Aris Salónica FC | Grecia | 1994-2002 |
| Olympiacos FC    | Grecia | 2002-2004 |
| Cagliari         | Italia | 2004-2005 |
| Iraklis FC       | Grecia | 2005-2007 |
| Kavala FC        | Grecia | 2008-2011 |

## Palmarés
Olympiacos FC
- Super Liga de Grecia: 2002-03

Selección de fútbol de Grecia
- Eurocopa 2004